# Mühlgasse 6 (Nördlingen)

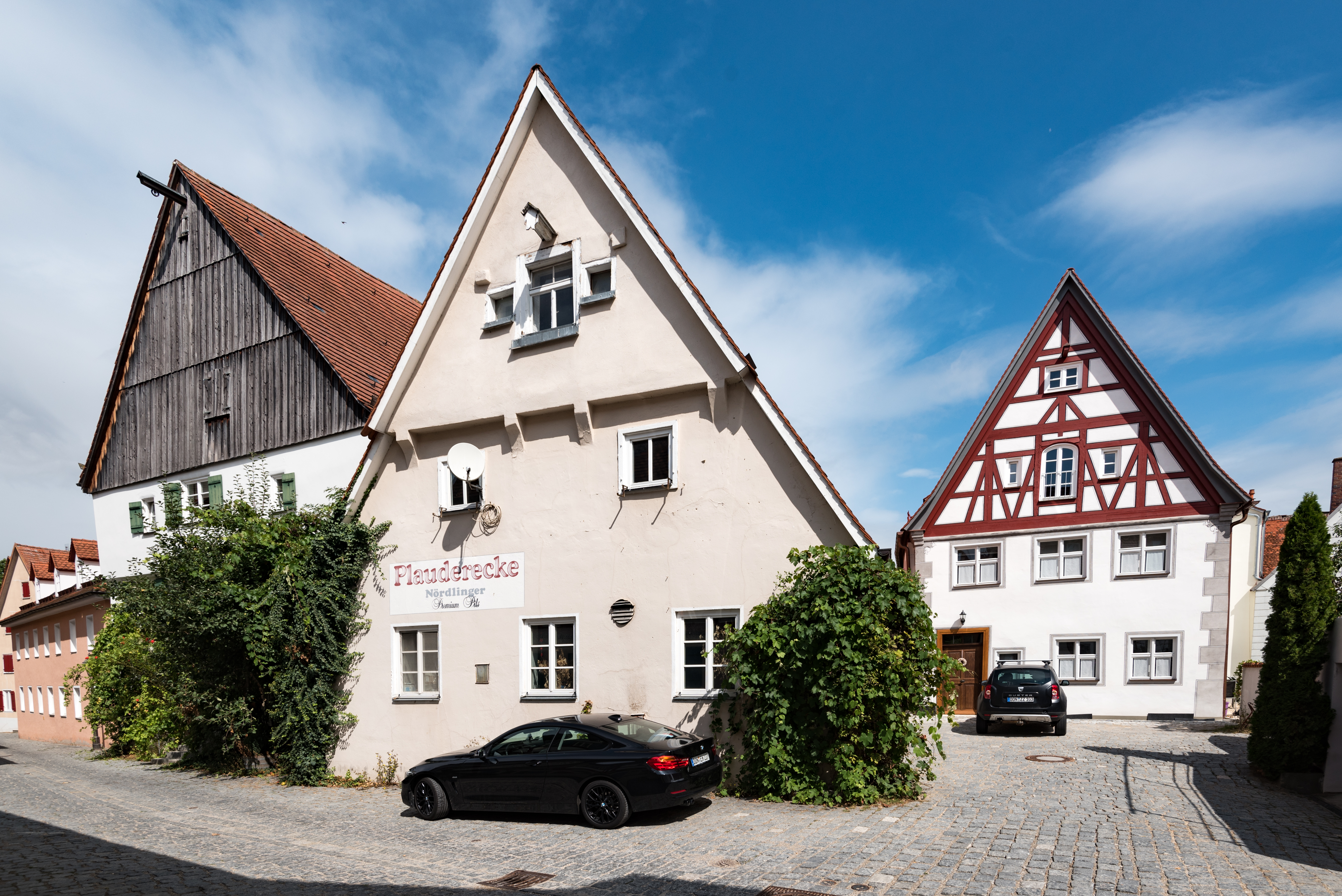
Fachwerkhaus Mühlgasse 6 in Nördlingen (Mitte), rechts das Haus Nr. 4

Das Gebäude Mühlgasse 6 in Nördlingen, einer Stadt im schwäbischen Landkreis Donau-Ries in Bayern, wurde im Kern um 1500 errichtet und später mehrfach verändert. Das Fachwerkhaus in Ecklage, in dem sich bis 1865 das Gasthaus zur Bretzge befand, ist ein geschütztes Baudenkmal.
Der eingeschossige giebelständige und verputzte Bau hat ein langgezogenes Satteldach und ein vorkragendes Giebelgeschoss. Im Giebel, die Fenster wurden verändert, ist der Kranausleger zu sehen.   